# دوغلاس دالتون
دوغلاس دالتون (بالإنجليزية: Douglas Dalton)‏ هو لاعب اتحاد الرغبي نيوزلندي، ولد في 18 يناير 1913 في نيبيار في نيوزيلندا، وتوفي في 28 يوليو 1995.